# Hans-Peter Uerpmann
Hans-Peter Uerpmann (* 31. Oktober 1941 in Hohenlimburg) ist ein deutscher Archäozoologe.
Hans-Peter Uerpmann studierte von 1964 bis 1968 Veterinärmedizin an der Ludwig-Maximilians-Universität München und legte 1969 das Veterinärmedizinische Staatsexamen ab. Im selben Jahr begann er mit dem Studium der Vor- und Frühgeschichte. 1970 promovierte Uerpmann mit der Arbeit „Die Tierknochenfunde aus der Talayot-Siedlung von S'Illot (San Lorenzo, Mallorca)“ für Veterinärmedizin. 1970 wechselte er an die Albert-Ludwigs-Universität Freiburg, wo er bis 1972 sein Studium der Ur- und Frühgeschichte fortsetzte. 1971 studierte er zusätzlich an der Eberhard Karls Universität Tübingen. Seit 1972 war Uerpmann wissenschaftlicher Angestellter im Sonderforschungsbereich 19 Tübinger Atlas des Vorderen Orients der Deutschen Forschungsgemeinschaft. Diese Stellung behielt er bis 1988. 1976 erfolgte in Freiburg die zweite Promotion, nun für Vor- und Frühgeschichte und in den Nebenfächern Anthropologie und Mittelalterliche Archäologie, mit der Arbeit „Probleme der Neolithisierung des Mittelmeerraums“. In Tübingen habilitierte Uerpmann sich 1981.
1983 wurde er Lecturer in Faunal Archaeology am Massachusetts Institute of Technology, im folgenden Jahr Gastprofessor an der University of Alaska. 1989 folgte eine Anstellung als wissenschaftlicher Mitarbeiter an der Abteilung Madrid des Deutschen Archäologischen Instituts. 1990 erfolgte die Ernennung zum Professor für Archäobiologie an der Abteilung Ältere Urgeschichte und Quartärökologie des Instituts für Ur- und Frühgeschichte und Archäologie des Mittelalters in Tübingen. Uerpmanns Hauptarbeitsbereich ist die Archäozoologie der Steinzeit des Vorderen Orients, die Domestikationsforschung, Umwelteinflüsse auf Organismen, Entstehung der bäuerlichen Wirtschaftsform und die Methodik der Archäozoologie. Er ist Mitglied des Deutschen Archäologischen Instituts.
Uerpmann leitete Ausgrabungen in Jebel al-Buhais in den Vereinigten Arabischen Emiraten (VAE) und in Hohle Fels und Geißenklösterle Deutschland, sowie in Zambujal, Portugal. Ausgrabungs- und Prospektionsleiter war er auf der Ramlah-Halbinsel (VAE), in den Gebieten Quriyat und Ras al-Hamra/Wattayah im Sultanat Oman sowie im Gebiet um Petra und Sabra in Jordanien. Im Raum Behshar im Iran und im Gebiet von Kemer in der Türkei leitete er umweltgeschichtliche Kartierungen. Im Legionslager Dangstetten war er örtlicher Grabungsleiter.
Uerpmann prägte den Begriff Proto-Neolithikum.

## Schriften
- The ancient distribution of ungulate mammals in the Middle East. Fauna and archaeological sites in Southwest Asia and Northeast Africa, Reichert, Wiesbaden 1987 (Beihefte zum Tübinger Atlas des Vorderen Orients. Reihe A, Naturwissenschaften, 27) ISBN 3-88226-395-4
- Zambujal. Teil 4: Die Stein- und Beinartefakte aus den Grabungen 1964 bis 1973 (mit Margarethe Uerpmann), Zabern, Mainz 2003 (Madrider Beiträge, Bd. 5) ISBN 3-8053-2870-2
- The capital area of Northern Oman. Pt. 3: Stone age sites and their natural environment (mit Margarethe Uerpmann), Reichert, Wiesbaden 2003 ISBN 3-89500-373-5
- Funeral monuments and human remains from Jebel al-Buhais (Hg.), Kerns, Tübingen 2006 (Archaeology of Jebel al-Buhais, Vol. 1) ISBN 3-935751-06-0